# Inmigración ucraniana en Paraguay
La inmigración ucraniana en Paraguay es el movimiento migratorio de ciudadanos ucranianos hacia territorio paraguayo. Tanto los ucranianos como sus descendientes constituyen una minoría étnica en Paraguay. A mediados de la década de 1990, aproximadamente entre 100 y 8.000 ucranianos vivían en Paraguay, agrupados en pequeñas comunidades cerca de la ciudad sureña de Encarnación, en la frontera con la provincia argentina de Misiones (el corazón de la inmigración ucraniana en ese país). La mayor parte de ellos se dedican a la agricultura, en especial el cultivo de arroz, maíz, trigo y la yerba mate.

## Historia

### Causas
Varias son las causas que originaron esta corriente inmigratoria: 
- La posición estratégica de Ucrania y su rica producción de cereales, que hacía de su territorio un frecuente foco de conflictos armados y saqueos, lo cual trastornaba la vida cotidiana de los ciudadanos.
- El estallido de la Primera Guerra Mundial, en la que miles de ucranianos fueron movilizados como soldados. Bajo esas circunstancias, muchos aprovecharon la oportunidad de huir hacia América.
- La ascensión del comunismo en la Unión Soviética y la posterior aplicación de los planes quinquenales, que repercutieron negativamente en la economía.
- A consecuencia de lo anterior, otros tantos escaparon del Holodomor desatado por el régimen estalinista.

El desconocimiento de los recién llegados hacia la tierra que los recibía era absoluto, pues en Ucrania nunca habían oído hablar, ni en las escuelas se enseñaba acerca de un país llamado Paraguay.
La opinión pública oyó hablar por primera vez de él y de sus fértiles tierras por medio de los soldados que desertaron y huyeron en barco hacia el país latino. Al terminar la guerra, algunos de estos regresaron a Ucrania, donde se los había dado por muertos, e incentivaron a sus familias y vecinos a que emigren. 
Por eso, en su mayoría no decían que viajaban a la Argentina, el Brasil, o Paraguay, ellos desconocían estos países. Ellos solo sabían que migraban a América.

### Primera oleada

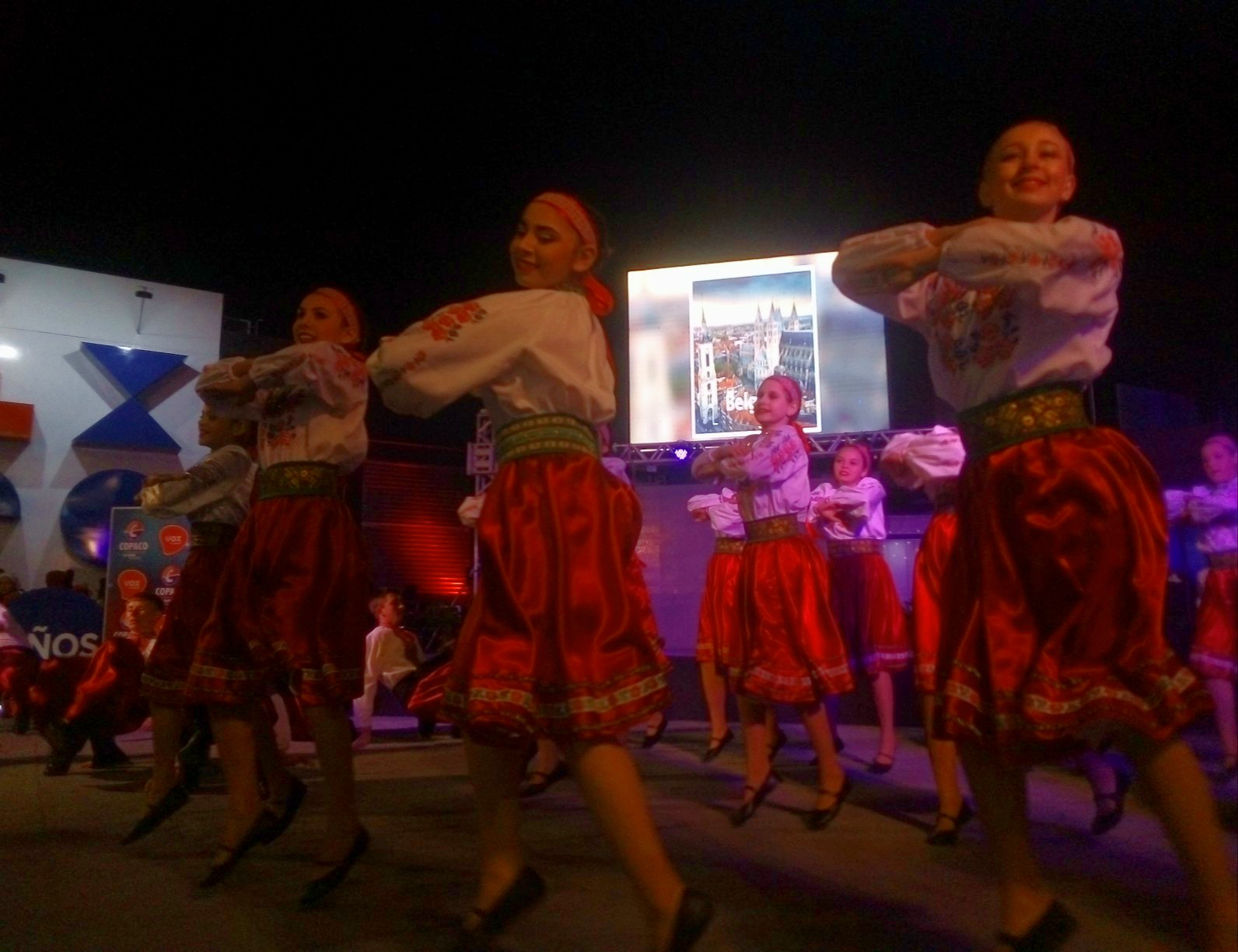
Presentación de la colectividad ucraniana en la Expoferia de Mariano Roque Alonso.

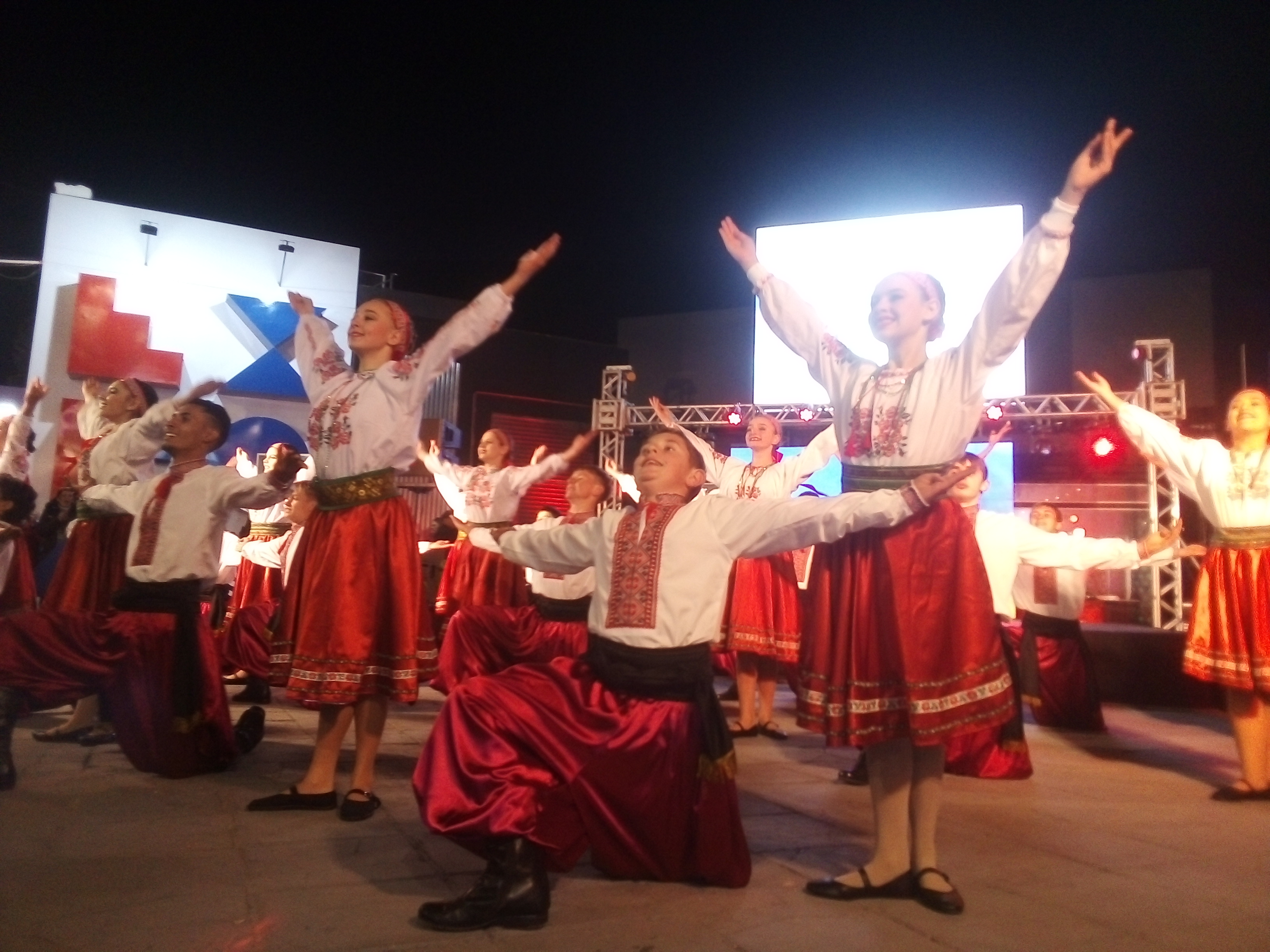

Debido a esto, los ucranianos que se establecieron en el Paraguay, lo hicieron mucho más tarde en comparación con los que decidieron asentarse en Brasil, Argentina y Uruguay, cuyos asentamientos datan de finales del siglo XIX.
Las primeras partidas de ucranianos que se asentaron en Itapúa, llegaron desde la vecina Argentina a finales de la década de 1920, durante una crisis económica ocurrida en ese país. Estos inmigrantes eran originarios de la región de Volinia, ubicada en el noroeste de Ucrania, y por esto nombraron a su asentamiento como Nueva Volyn o Nueva Volinia (actual Capitán Miranda).
La elección de nombres de esa índole se debe a que esas regiones estaban exentas de población mestiza, por lo que los inmigrantes pudieron expresar libremente sus sentimientos por las aldeas que dejaron atrás. 
Sin embargo, otras colonias poseen nombres de origen guaraní o español con una marcada influencia católica y fueron registradas antes de la llegada en los inmigrantes. En cambio, en todas las colonias, lo foráneo ha permeado el tejido social, cultural y religioso, y la diversidad ha dejado una marca indeleble sobre el medio socioeconómico.
Posteriormente, se vieron obligados a cambiar los nombres a los de lengua española por el gobierno paraguayo.

### Segunda oleada
A los ya establecidos, se les unieron a finales de 1930, más inmigrantes procedentes directamente de las regiones ucranianas de Polesia, Volinia, Galitzia y Transcarpatia.
Después de la Segunda Guerra Mundial, varios cientos de refugiados ucranianos llegaron de campos de desplazados en Europa, así como de la comunidad de ucranianos exiliados en China y Manchuria que se vio obligada a huir de la invasión comunista. 
Para finales de la década de 1940, había aproximadamente 10.000 ucranianos viviendo en Paraguay, pero hoy se estima que son aproximadamente 30.000, contando sus descendientes. 
Durante el régimen del General Stroessner, muchos de ellos (sobre todo los intelectuales) emigraron hacia lugares como la Argentina, Brasil, Canadá o los Estados Unidos, países que acogen las mayores comunidades ucranianas del mundo fuera de Europa. 

## La tragedia de Fram
Apenas se habían cumplido seis meses de la asunción del General Alfredo Stroessner a la presidencia de la República, cuando se produjo una brutal represión hacia la colectividad ucraniana instalada en la colonia Fram.
La intervención policial se dio a raíz de que, durante un acto cívico realizado en los primeros días de marzo de 1955, los colonos habían cantado los himnos soviético y paraguayo. Esto resultaba normal para ellos ya que, por entonces, Ucrania formaba parte de la Unión Soviética.
Pero el advenimiento de la Guerra Fría había hecho que los regímenes autoritarios de Latinoamérica se unieran al "bloque occidental y cristiano" y agitaran la bandera del "anticomunismo" a rajatabla. Fiel a la doctrina de la época, el General Stroessner consideró por tanto, que los ucranianos arrinconados en la inhóspita y aislada Fram, "eran todos comunistas".
Para agravar la situación de éstos, había llegado a oídos de las autoridades que entre las cartas, los ucranianos recibían también, regularmente, algunos diarios impresos en ruso. Efectivamente, no era ningún secreto que "un pequeño sector" de la población "recibía periódicos soviéticos (y) estaba eufórico con el exitoso desarrollo social, tecnológico y político de la URSS".
El diario Patria, vocero del régimen, imprimía en su edición del 26 de marzo de 1955, en primera plana: "Sorprendente insurrección de Colonos Comunistas en la zona de Itapúa".
El número de "insurrectos" detenidos, según Patria, llegó a 400, lo que incluía prácticamente toda la población masculina de Fram y parte de la de Carmen del Paraná. El "interrogatorio" posterior (que incluyó intimidación, torturas y atropellos de toda clase) permitió individualizar a los "cabecillas" y redujo la lista original a 100, los que fueron trasladados a Encarnación. Finalmente, 15 de los más "peligrosos" y líderes del "movimiento", fueron llevados a Asunción.
Posteriormente, se produjo una airada reacción ante el desproporcionado aparato del estado que invadió la colonia y se llevó preso a centenares de colonos. Esto derivó en un mayor despliegue, tanto militar como policial, que produjo más detenidos entre los inmigrantes. Finalmente, el gobierno expulsó del país a algunos de los implicados, mientras que otros se fueron por cuenta propia.
Irónicamente, la mayoría de los colonos provenientes de la antigua Rusia eran anticomunistas. Aunque muchos de ellos habían padecido los excesos del régimen zarista, la revolución Bolchevique no resultó en la redención que habían soñado.

## Asentamientos

### Capitán Miranda

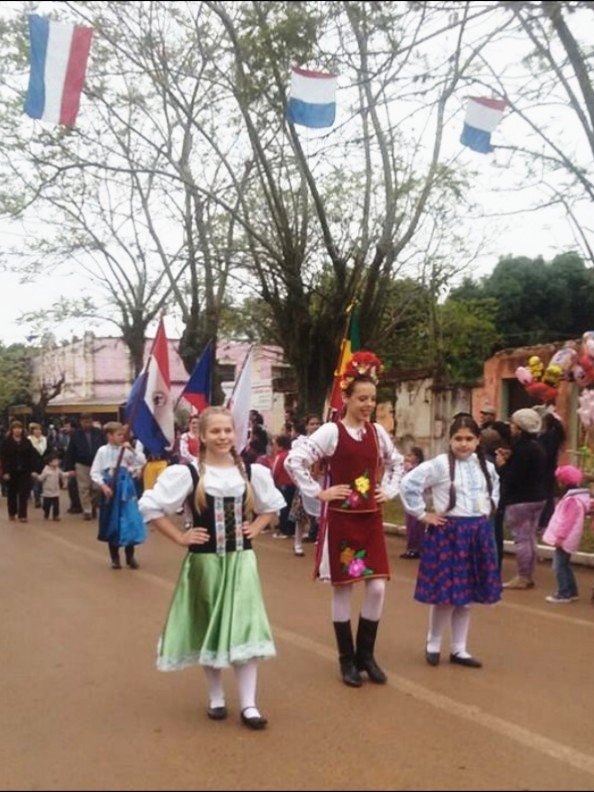
Desfile inaugural de la Fiesta Nacional del Inmigrante. En el centro, se observa a una niña con un traje típico llamado vyshyvanka.

Siendo que el sur del Paraguay estaba cubierto por una inhóspita selva, durante la época colonial los españoles no manifestaron interés en poblarla. Se sabe que en el siglo XIX en la ribera del río Paraná existían pequeños poblados de gente mestiza e indígena quienes se dedicaban a la extracción de la leña, la pesca y vivía de la caza silvestre y a su vez realizaba pequeños cultivos agrícolas. En el Departamento de Itapúa es donde fue aplicado uno de los mejores planes de colonización del Paraguay, razón por la cual llegó un gran número de inmigrantes y por la cual Itapúa posee una gran heterogeneidad étnica.En plena Primera Guerra Mundial comenzaron a llegar los primeros inmigrantes ucranianos quienes se establecieron en el latifundio de Ricardo Lavalle y luego de Herrera Vegas.
En 1917 Constantino Noviski, su esposa Antonina Sabón y sus hijos Elena, Antonio y José se establecieron en la propiedad de Lavalle y fueron los primeros inmigrantes eslavos a esta zona. Ellos procedían de Volyn, una provincia ucraniana cercana a la frontera de Polonia y ocupada por su ejército entre las dos guerras mundiales.
Las causas por la cual emigraron los Noviski están ligadas a la Primera Guerra Mundial que movilizó a su familia e hizo perder a muchos de ellos en la confrontación. Los Noviski se dedicaron al cultivo agrícola, al comercio y con el tiempo construyeron un aserradero como servicio a los colonos.
Un tiempo después del arribo de estos inmigrantes, otros más llegaron con sus familias, entre los que figuraban: Elizar Schapovaloff, Pablo Kutasevich, Kuzma Berestovoy, Felipe Gura, Nikita Nenchuk, Andrés Solomuniuk, Augusto Blaick, José Basic, Andrés Dasiuk, Seferiano Chichik, Sergio Matvichuk y Pablo Leñin, quienes ocuparon las tierras de Lavalle que por entonces se extendían entre Encarnación y la actual Calle A de dicha ciudad.
Algunos años después, tanto de la inmigración ucraniana y polaca fueron interrupidas a causa del estallido de la Segunda Guerra Mundial.

### Fram

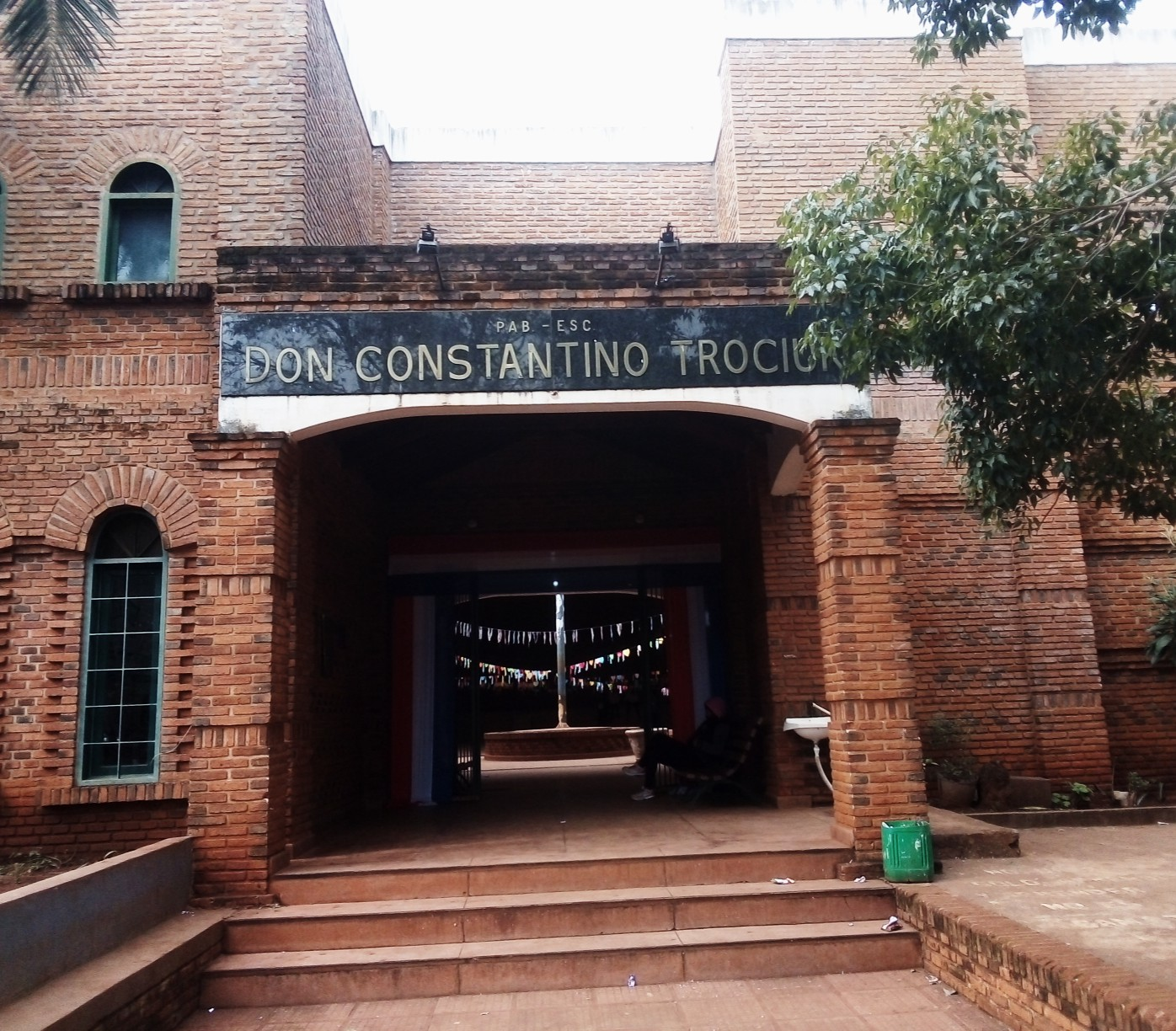
Una escuela de Fram lleva el nombre de Don Constantino Trociuk, inmigrante de gran labor en su comunidad.

En 1935, en coincidencia con la masiva llegada de inmigrantes de Europa del Este a Sudamérica, principalmente ucranianos y polacos, Pedro Cristóphersen crea la empresa colonizadora “Fram”, palabra que en noruego significa “adelante”, con lo que se inicia la población organizada de una nueva colonia.
El administrador de la colonizadora fue Mateo Sánchez, quien se convertiría en toda una personalidad en la nueva comunidad y actor principalísimo en la conformación del nuevo distrito.
En 1954, la colonizadora determina un lugar en la zona para destinarlo a centro urbano y se elabora un plano para la urbanización del asentamiento, que fue presentado al Congreso Nacional con el pedido de creación de un nuevo municipio.
El 28 de agosto de 1956, el Congreso aprueba el pedido y sanciona la Ley N° 379/56, por la cual la colonia es elevada a la categoría de distrito.
Los inmigrantes ucranianos establecidos en la zona, han hecho un gran aporte al Paraguay, en diversos rubros de la agricultura, la incorporación de herramientas agrícolas, molinos y plantas procesadoras de granos.
Actualmente, los miembros de la colectividad se destacan en todos los ámbitos profesionales, en la industria alimenticia, comercio, ámbito financiero, en el arte y en la educación.

### Otras localidades
La colectividad ucraniana también se halla presente en los municipios de Bella Vista, Carmen del Paraná, Coronel Bogado, Hohenau, Obligado; en la capital del país y en Nueva Italia.

## Actualidad
Itapúa es el corazón de la comunidad ucraniana de Paraguay. Encarnación, que cuenta con un centro comunitario ucraniano, una iglesia ortodoxa y una católica, es el centro de la vida de la comunidad ucraniana en Paraguay. 
En el departamento también funcionan 4 filiales de la Asociación Cultural Ucraniana "Prosvita" (en las localidades de Encarnación, Santo Domingo, Carmen del Paraná y Uru Sapukai), 7 iglesias ortodoxas ucranianas (entre ellas 6 de la Iglesia autocéfala y 1 de la Iglesia Ortodoxa ucraniana del Patriarcado de Kiev) y 10 iglesias griego católicas, la Hermandad "San Jorge" (incorpora las iglesias ortodoxas) y asimismo la Asociación Ucraniana Evangélica Bautista.
Los ucranianos étnicos también están representados en la Asociación de los Inmigrantes y Descendientes Eslavos del Paraguay en la ciudad de Coronel Bogado, que además de la colectividad une a las ocho colectividades eslavas.
Desde la década de 1930 la sociedad ucraniana Prosvita ha organizado salas de lectura, bibliotecas y centros comunitarios ucranianos.

### Religión

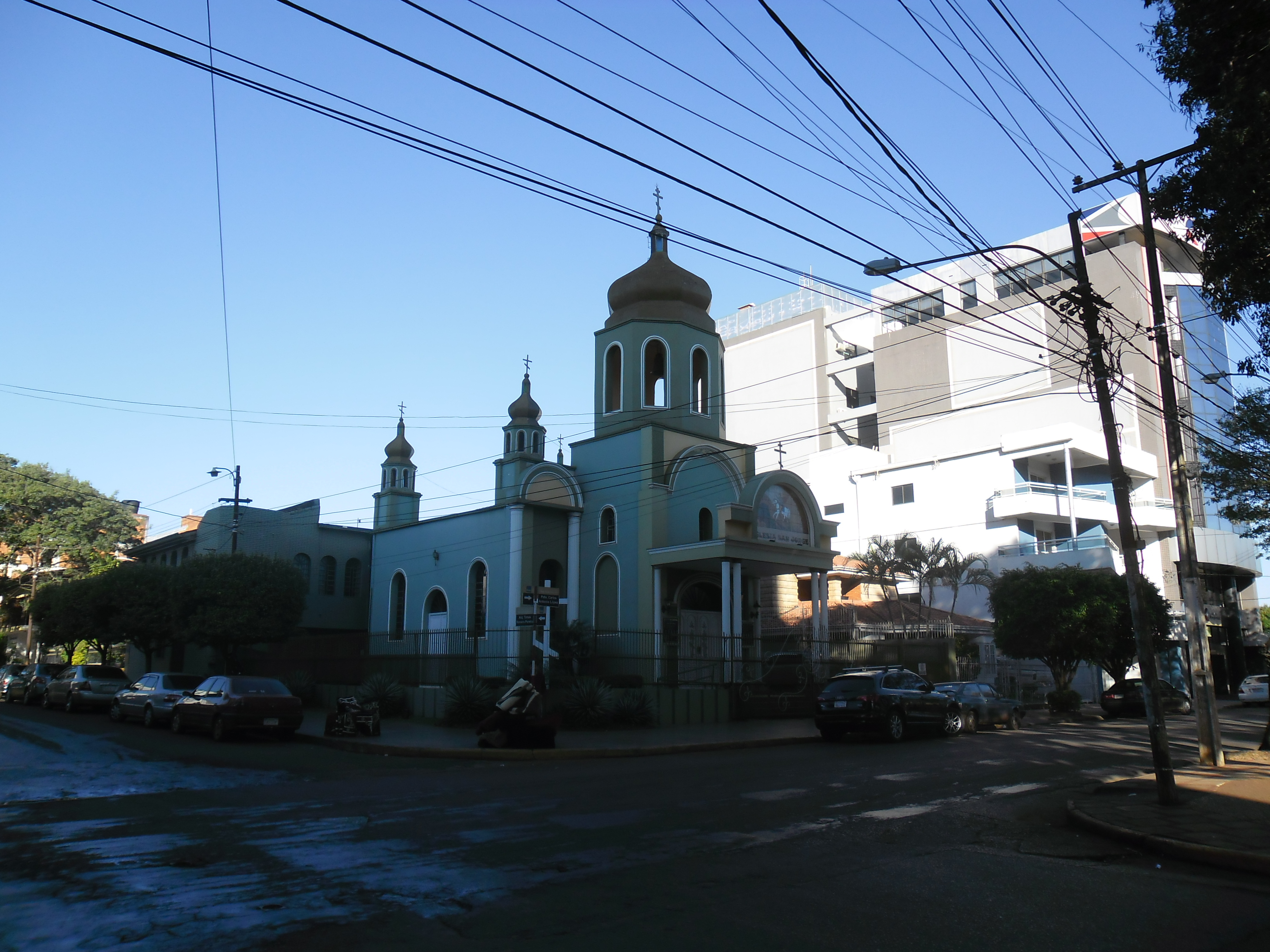
Iglesia Ortodoxa San Jorge en el centro de la ciudad de Encarnación, Itapúa.

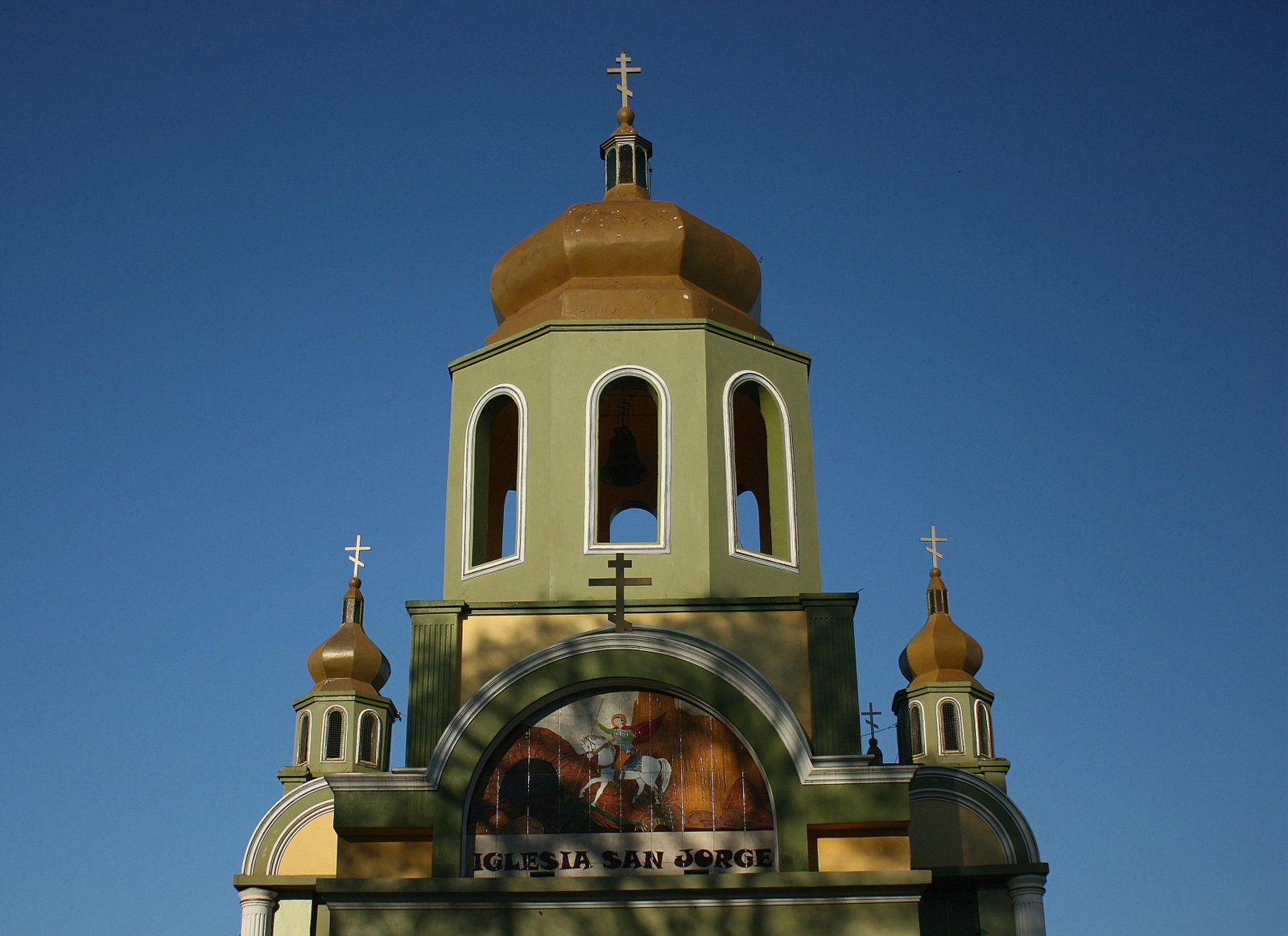
Cúpulas de la Iglesia Ortodoxa San Jorge.

El origen religioso de la mayoría de los colonos ucranianos que se han asentado en Paraguay hace que éste sea uno de los pocos países de la diáspora ucraniana fuera de la ex Unión Soviética, donde la mayoría de la población pertenece a la Iglesia ortodoxa en lugar de la Iglesia católica.
En las iglesias ucranianas y las asociaciones culturales funcionan las escuelas de los sábados, se organizan los festivales y concursos artísticos, se celebran los aniversarios de la Independencia de Ucrania, los Días de Tarás Shevchenko, los aniversarios del Holodomor de los años 1932-1933, etc. 
Los descendientes continúan asistiendo a iglesias ucranianas pero por lo demás se han asimilado en gran medida a la sociedad paraguaya.

### Cultura
En la ciudad de Encarnación hay dos monumentos: el busto de Tarás Shevchenko, instalado en 1976 en el paseo de Ucrania en la Plaza de Armas, y el Memorial a las víctimas del Holodomor de los años 1932-1933 en Ucrania, instalado en 2008. 
Semanalmente se emiten los programas ucranianos de radio, el Consulado publica los artículos acerca de Ucrania y la vida de la colectividad ucraniana en Paraguay.
Además, prácticamente en todos los lugares del Departamento de Itapúa donde residen ucranianos funcionan los ballets con danzas tradicionales ucranianos en su repertorio, entre ellos:
- la Academia de danza profesional Dana Estudio Ballet
- el ballet Biterec
- el Ballet Municipal de Fram
- el Ballet Kolos
- el Ballet Veselka
- el Ballet Kalena
- el Ballet de la Asociación de los Inmigrantes y Descendientes Eslavos de Coronel Bogado.

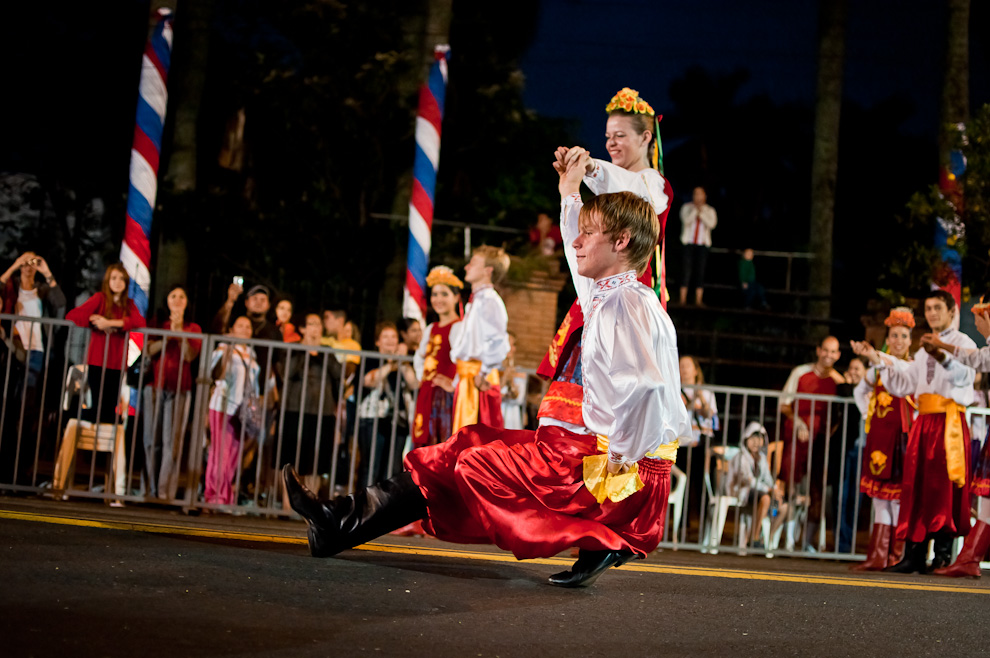
Bailarines de la colectividad ucraniana danzando durante los festejos del Bicentenario de la independencia, en 2011.

En junio de 2008 la delegación juvenil paraguaya participó del Festival Internacional Juvenil "Cambiemos el Mundo para el Mejor" que fue celebrado en el Centro Internacional Infantil "Artek".
El 14 de mayo de 2011 la colectividad ucraniana en Paraguay participó en los festejos nacionales con motivo del Bicentenario de la República del Paraguay.
Entre otros actos, numerosos representantes de la colectividad ucraniana en Paraguay vestidos de trajes típicos y llevando los símbolos nacionales formaron parte importante y pintoresca del Desfile de las Representaciones Populares del Mundo, que tuvo lugar en la ciudad de Asunción.